# المغرة (مدريد)
المغرة (بالإسبانية: La Meguera) هو حيّ يقع ضمن منطقة أرجانثويلا في مدينة مدريد، إسبانيا. يُعد من الأحياء السكنية الصغيرة التي تجمع بين الطابع التقليدي والمرافق الحديثة، ويتميز بموقعه القريب من وسط العاصمة.

شارع أرغاندا في حي المغرة، مدريد

## الموقع
يقع حي المغرة في جنوب وسط العاصمة مدريد، ويتبع إداريًا منطقة أرجانثويلا. يجاور عدة أحياء مهمة منها: دليثياس وأكاسيا وأتوتشا، ويقع بالقرب من نهر مانثاناريس.

## الطابع العمراني
يتميز الحي بطابعه الهادئ وشوارعه الضيقة نسبيًا، وتتنوع مبانيه بين القديم والحديث، مع انتشار المقاهي والمحال التجارية المحلية. يشهد الحي عمليات تطوير عمرانية مع الحفاظ على طابعه الأصلي.

## السكان
وفقًا لبلدية مدريد، يضم الحي عددًا من السكان من طبقات اجتماعية متنوعة، وتشير الإحصاءات إلى كثافة سكانية معتدلة مقارنة بالأحياء المجاورة.

## النقل والخدمات
يقع الحي على مقربة من محطة أتوتشا، وهي أحد أكبر مراكز النقل في العاصمة. كما تغطيه خطوط الحافلات والمترو، وتتوفر فيه مدارس، وحدائق صغيرة، ومراكز صحية.

## معالم مجاورة
- محطة أتوتشا للقطارات.
- نهر مانثاناريس.
- منتزه مدريد ريو (Madrid Río) القريب.
- مكتبة ريكاردو كونيك، إحدى أبرز المكتبات في المنطقة.

## الوصلات الخارجية
- الصفحة الرسمية للبيانات المفتوحة - بلدية مدريد (بالإسبانية)
- منطقة أرجانثويلا على ويكيبيديا الإسبانية

## الموقع
يقع حي المغرة في الجزء الجنوبي من وسط العاصمة مدريد، ضمن منطقة أرجانثويلا، ويجاور أحياء أخرى من نفس المنطقة مثل دليثياس وأكاسيا.

## الطابع العمراني
يتميز الحي بطابعه العمراني التقليدي، ويضم مزيجًا من المباني السكنية والتجارية. كما يحتوي على عدد من المرافق والخدمات العامة مثل الأسواق المحلية، والمدارس، والمراكز الثقافية، إضافة إلى قربه من بعض محاور النقل الحيوية في المدينة.

## السكان
تشير بيانات بلدية مدريد إلى أن حي المغرة يشهد كثافة سكانية متوسطة مقارنة بالأحياء المجاورة، ويقطنه سكان من خلفيات اجتماعية متنوعة.

## المعالم المجاورة
يقع الحي بالقرب من نهر مانثاناريس، ما يمنحه موقعًا جغرافيًا مميزًا، كما يجاور محطة قطار أتوتشا، وهي إحدى أكبر محطات القطارات في العاصمة.

## الوصلات الخارجية
- موقع بلدية مدريد الرسمي
- منطقة أرجانثويلا في ويكيبيديا الإسبانية

## الموقع الجغرافي
يقع الحي ضمن مقاطعة أرجانسويلا جنوب وسط مدينة مدريد. يحدّه من الشمال أحياء مثل إل إمبارادور وإمباسيادور، ومن الجنوب ضفاف نهر المانزاناريس ومساحات مدينة كاسا دي كامبو. 2

## المساحة والسكان
تبلغ مساحة الحي حوالي 0.643 كم²، وهو أحد الأحياء الأصغر في مدريد من حيث المساحة. رُصد ضمن دراسات بلدية مدريد على أنه أحد الأحياء ذات الكثافة السكانية المتوسطة ضمن منطقة أرجانسويلا. 3

## تاريخ مختصر
كان يُعرف سابقًا باسم "Palos de Moguer"، وتم تغيير اسمه رسميًا إلى "Palos de la Frontera" في عام 2022 لتوحيد الأسماء الرسمية ضمن مقاطعة أرجانسويلا. ويُعتقد أن للتسمية جذور تاريخية مرتبطة ببعض المستعمرات أو الأسماء الثقافية المدينة. 4

## المعالم والنشاط اليومي
يقع الحي في قلب مدريد القديمة، ويتميز بشبكة شوارع ضيقة وأجواء حضرية متداخلة تجمع بين السوق التقليدية والمستوطنات السكنية المتنوعة. يتميز الحي بقربه من مجرى نهر المانزاناريس، الذي كان ذا أهمية استراتيجية وتاريخية للمدينة. 5

## روابط خارجية
- الموقع الرسمي لبلدية مدريد — صفحة الحي
- كتالوج الأحياء المعتمد من بلدية مدريد — "Callejero vigente. Barrios"
- موسوعة ويكيبيديا الإنجليزية — Palos de la Frontera